# Roder (Luksemburg)
Roder (lb. Rueder) – wieś (Uertschaft) w północnym Luksemburgu, w kantonie Clervaux, w gminie Clervaux. Do 3 października 2015 miejscowość leżała w dystrykcie Diekirch, a do 5 grudnia 2011 należała do gminy Munshausen.